# Burmannia damazii
Burmannia damazii är en enhjärtbladig växtart som beskrevs av Gustave Beauverd. Burmannia damazii ingår i släktet Burmannia och familjen Burmanniaceae. Inga underarter finns listade i Catalogue of Life.